# Pomnik Żołnierzy Bawarskich w Toruniu
Pomnik Żołnierzy Bawarskich w Toruniu (również znany jako Pomnik Bawarczyków) – pomnik znajdujący się na zapleczu Zespołu Szkół Technicznych przy ul. Legionów 19/25 w Toruniu. Pomnik znajduje się na terenie nieistniejącego cmentarza wojskowego.
Pomnik wzniesiono w miejscu, gdzie znajdował się masowy grób około tysiąca żołnierzy zmarłych podczas oblężenia Torunia w 1813 roku. W obliczu zbliżających się wojsk koalicji antynapoleońskiej Toruń był broniony przez załogę złożoną ze 100 Polaków, ok. 600 Francuzów i ponad 4 tys. żołnierzy piechoty bawarskiej, dowodzonej przez generała von Zollera. W trakcie walk, trwających od początku lutego do 16 kwietnia, zginęła niewielka część Bawarczyków. Liczba zmarłych żołnierzy gwałtownie wzrosła w wyniku głodu i chorób. Łącznie zmarło dwóch oficerów i 920 żołnierzy bawarskich.
Obelisk wykuto z szarego granitu i mierzy on ok. 2 metry wysokości. Stoi on na podstawie betonowej. W południowej ścianie umieszczono okrągłą marmurową plakietkę z wyrzeźbionym godłem Królestwa Bawarii. Pod godłem umieszczono napis w języku niemieckim: Zur Erinnerung an die im Jahre 1813 bei der Vertheidigung von Thorn gefallenen u. gestorbenen Bayern (tłum.: Dla wspomnienia Bawarczyków, którzy w 1813 roku polegli i zmarli podczas obrony Torunia). Autorem pomnika jest toruński mistrz murarski Reinecki, który przygotował trzy projekty pomnika. 
Inicjatorem budowy pomnika był szef sztabu generalnego armii bawarskiej hrabia Max Verri della Bosia, który przybył do Torunia w 1885 roku. Zaproponował on wystawienie pomnika na miejscu cmentarza bądź ekshumację szczątków i przeniesienie ich na cmentarz wojskowy. Zdecydowano się na pierwszą propozycję. 8 września 1887 roku (pomimo niechęci władz pruskich) rząd Bawarii uzyskał zgodę cesarza Wilhelma I na zakup terenu pod pomnik. Ze względu na zbyt wysoką cenę ziemi, kupiono wyłącznie niewielki plac położony w pobliżu dawnego cmentarza. Uroczyste odsłonięcie pomnika miało miejsce 26 maja 1888 roku. W uroczystości brali udział attache wojskowy Bawarii, komendant Twierdzy Toruń i burmistrz Torunia.
W grudniu 2003 roku pomnik przeniesiono o kilkadziesiąt metrów, na skwer przy Zespole Szkół Technicznych. W 2004 roku pomnik poddano renowacji.
Pomnik wpisany jest do gminnej ewidencji zabytków (nr 1734).